# Sólheimajökull
De Sólheimajökull is een gletsjer in het zuiden van IJsland. De gletsjer is een uitloper van de grote Mýrdalsjökull. De rand van de gletsjer is via een onverharde weg te bereiken. Het smeltwater wordt via de Jökulsá rivier afgevoerd. Deze rivier wordt door de lokale bevolking ook wel de Fúlilækur (Stinker) genoemd omdat hij naar rotte eieren ruikt. Onder de Mýrdalsjökull heerst vulkanische activiteit van de Katla vulkaan. Bij deze vulkanische activiteit komt waterstofsulfide (gas) vrij, dat voor de stank verantwoordelijk is.